# Brachypterois serrulata
Brachypterois serrulata är en fiskart som först beskrevs av John Richardson, 1846.  Brachypterois serrulata ingår i släktet Brachypterois och familjen Scorpaenidae. Inga underarter finns listade.